# Švenčionėliai
Švenčionėliai ( escoltar (?·pàg.), en polonès: Nowe Święciany) és una ciutat del districte municipal de Švenčionys. El riu Žeimena travessa la població.